# Municipio de Isabel (Illinois)
El municipio de Isabel (en inglés: Isabel Township) es un municipio ubicado en el condado de Fulton en el estado estadounidense de Illinois. En el año 2010 tenía una población de 192 habitantes y una densidad poblacional de 2,52 personas por km².

## Geografía
El municipio de Isabel se encuentra ubicado en las coordenadas 40°18′25″N 90°9′24″O / 40.30694, -90.15667. Según la Oficina del Censo de los Estados Unidos, el municipio tiene una superficie total de 76.06 km², de la cual 75,7 km² corresponden a tierra firme y (0,46 %) 0,35 km² es agua.

## Demografía
Según el censo de 2010, había 192 personas residiendo en el municipio de Isabel. La densidad de población era de 2,52 hab./km². De los 192 habitantes, el municipio de Isabel estaba compuesto por el 100 % blancos. Del total de la población el 2,08 % eran hispanos o latinos de cualquier raza.